# Av3k
Ма́цей Кшико́вский (пол. Maciej Krzykowski; род. 1 апреля 1991, Оструда, Варминско-Мазурское воеводство) — польский киберспортсмен по Quake, известный под ником av3k.
Выступает за команду Endpoint. Мацей принимает участие в международных соревнованиях по Quake 3 с 5 марта 2006  года.
8 июля 2007 года Мацей стал самым молодым чемпионом Electronic Sports World Cup по Quake 4, одержав победу в проходившем в Париже финале, не проиграв ни одной карты. Он трижды выигрывал турнир DreamHack с 2008  по 2010  годы.
По состоянию на 2011 год av3k являлся вице-чемпионом турниров Electronic Sports World Cup и Intel Extreme Masters Europe.
В марте 2015 года был задержан вместе с другими людьми польской полицией в городе Оструда по подозрению в хранении наркотических веществ.
В 2017 году вернулся в киберспорт в составе команды Virtus.pro по Quake Champions, выступив за команду в QuakeCon 2017.

## Достижения
2006 год
- 4 место, Quake 4, QuakeCon (США, Даллас) — 3000 $

2007 год
- Quake 4, WSVG (США, Луисвилл) — 5250 $
- Quake 4, Electronic Sports World Cup 2007 (Франция, Париж) — 10 000 $

2008 год
- Quake III Arena, ESWC Masters Paris (Франция, Париж) — 1000 $
- Quake III Arena, GameGune 2008 (Испания, Бильбао) — 4235 $
- Quake III Arena, ESWC Masters Athens (Греция, Афины) — 2000 $
- Quake III Arena, DreamHack Winter 2008 (Швеция, Йёнчёпинг) — 985 $

2009 год
- Quake Live, DreamHack Winter 2009 (Швеция, Йёнчёпинг) — 2400 $

2010 год
- Quake Live, IEM 4 European Championship Finals (Германия, Кёльн) — 1500 $
- Quake Live, IEM 4 World Championship Finals (Германия, Ганновер) — 1600 $
- Quake Live, DreamHack Summer 2010 (Швеция, Йёнчёпинг) — 3861 $
- Quake Live, ESWC 2010 (Франция, Париж) — 4000 $
- Quake Live, Gamescom 2010 (Германия, Кёльн) — 850 $

2011 год
- Quake Live, IEM 5 European Championship Finals (Украина, Киев) — 2000 $
- Quake Live, DreamHack Winter 2011 (Швеция, Йёнчёпинг) — 1427 $

2012 год
- Quake Live, DreamHack Winter 2012 (Швеция, Йёнчёпинг) — 1508 $
- Quake Live, FaceIt Legends Cup (Online) — 658 $

2017 год
- 5-8 место, Quake Champions, QuakeCon (США, Даллас) — 15 000 $